# Ukraine Libre
«Ucraine Libre» — журнал української еміграції, видавався іспанською мовою з 1950 до 1961 року. Видавцем був Український інформаційний і видавничий інститут у Буенос-Айресі. Спочатку виходив щоквартально, надалі — раз на півроку.
У 1953—1954 роках виходив у Парижі як місячник політики і культури у франко-українському видавництві «Громада», яке заснував Симон Созонтів.
Журнал був присвячений українській тематиці, зокрема історії, культурі, релігії, політиці, економіці. На сторінках видання писали про життя української діаспори в Аргентині, публікували переклади статей з журналів Північної Америки та Європи.
Головним редактором був І. Сілецький.